# Eriosoma ulmipumilae
Eriosoma ulmipumilae är en insektsart. Eriosoma ulmipumilae ingår i släktet Eriosoma och familjen långrörsbladlöss. Inga underarter finns listade i Catalogue of Life.